# Julius Basilier

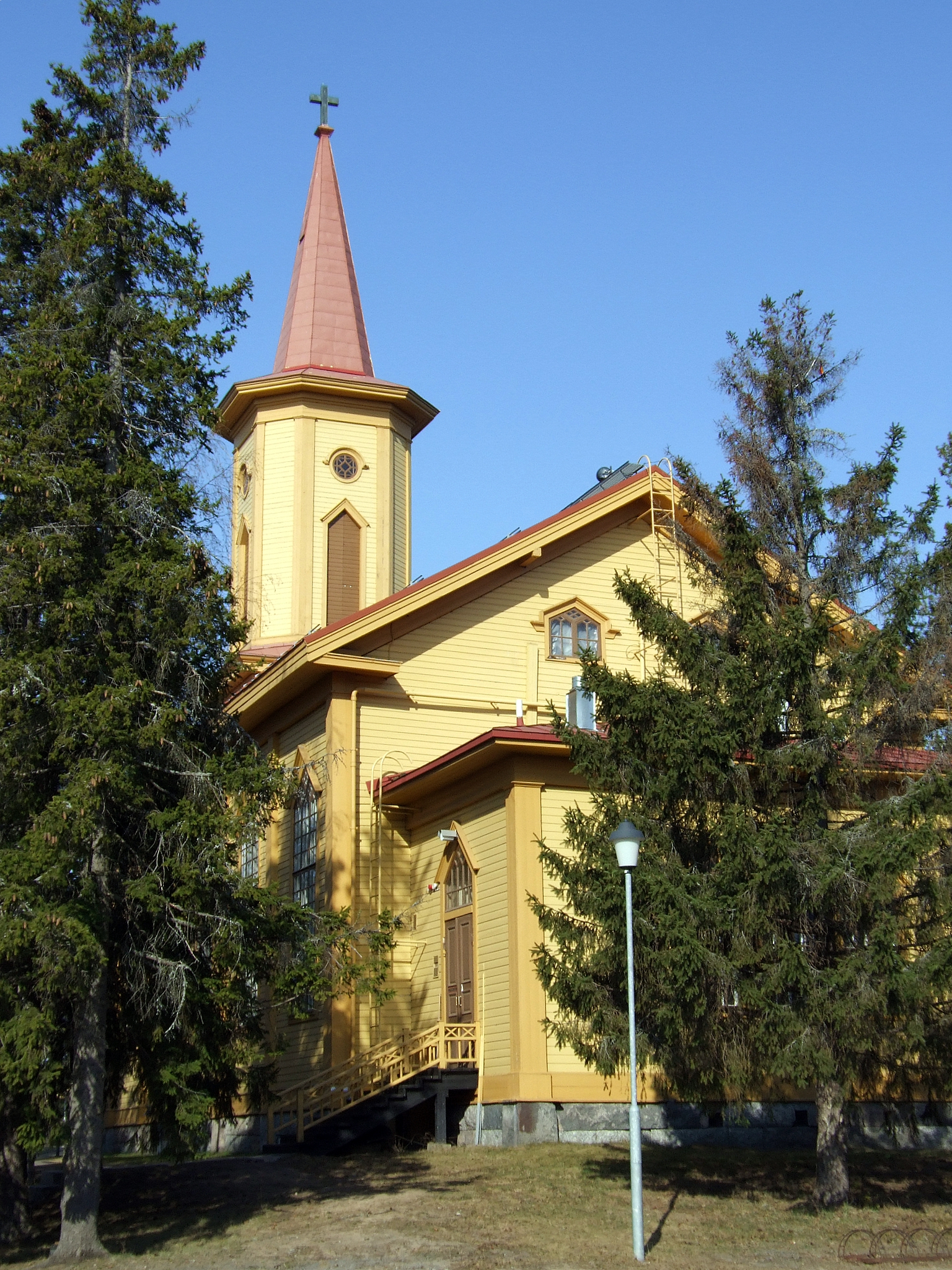
Uleåsalo kyrka.

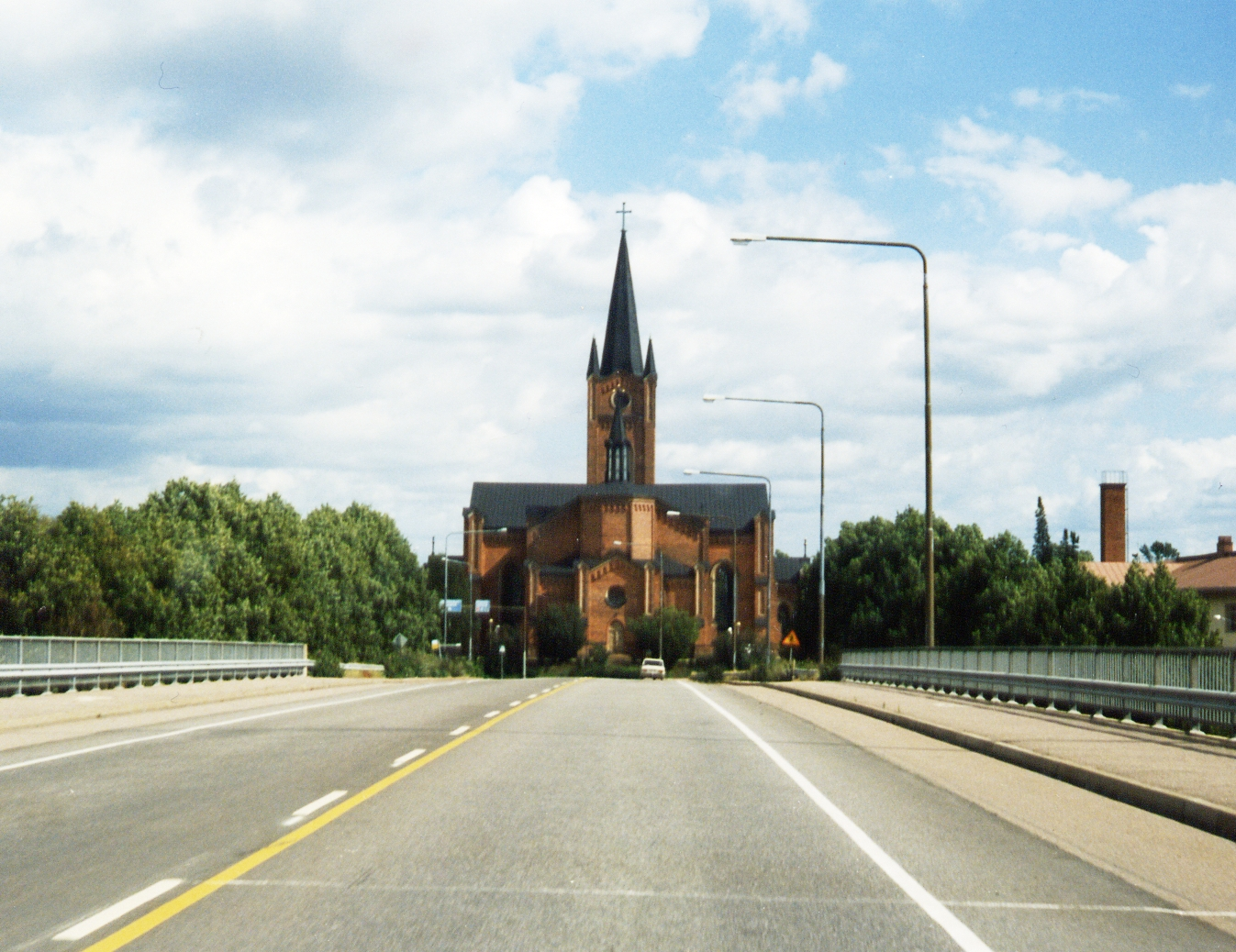
Lovisa kyrka.

Julius Frans Alexander Basilier, född 9 juli 1834 i Vasa, död 2 februari 1905 i Kuopio, var en finländsk arkitekt. Basilier tog examen från Åbo tekniska högskola 1853. Han kvalificerade sig som arkitekt när han var assistent och student hos Åbo länsarkitekt Georg Theodor Chiewitz 1853–1860. Basilier arbetade som privatpraktiserande arkitekt i Lovisa 1860–1864. År 1867 flyttade han till generalstyrelsen för offentliga byggnader 1867 och arbetade som arkitekt och länsarkitekt i Vasa, Uleåborg och Kuopio. Mellan åren 1880 och 1885 var han ansvarig chef för byggnadsarbetena av seminariet i Sordavala. Basilier utarbetade också stadsplanen för Nurmes köping, som godkändes 1879.

## Arbeten
- Lovisa kyrka - 1857: (1862–1865) tillsammans med G.T. Chiewitz
- Brandensteinsgatan 15, Posthuset, Lovisa - 1861[5]
- Tegelbyggnad för köpman Victor Alexander Reims destilleri, Åbo - 1867, riven 1955[6]
- Villa Grankulla i Pihlava (Svinhamns) villaområde i Björneborg - 1878
- Alopaeus gård, Karjalankatu 5 Sordavala - 1881[7]
- Kiljanderska huset, Sariolankatu 8, Sordavala - 1882
- Uleåsalo kyrka - 1888–1891
- Ombyggnaden av Ylivieska kyrka till nygotiskt utseende - 1892, förstördes i en anlagd brand 2016
- Ombyggnad av Utajärvi kyrka till nygotiskt utseende - 1894